# أنطون ماركوفيتش
أنطون ماركوفيتش (بالكرواتية: Antun Marković) هو لاعب كرة قدم كرواتي في مركز حراسة المرمى، ولد في 4 يوليو 1992 في جيلان في صربيا. لعب مع نادي سلافن بيلوبو.

## وصلات خارجية
- أنطون ماركوفيتش على موقع اتحاد كرواتيا (الكرواتية)
- أنطون ماركوفيتش على موقع قاعدة بيانات كرة القدم.إي يو (الإنجليزية)
- أنطون ماركوفيتش على موقع Soccerway.com (الإنجليزية)
- أنطون ماركوفيتش على موقع عالم كرة القدم.نت (الإنجليزية)